# Calotriton
Calotriton is een geslacht van salamanders uit de familie echte salamanders (Salamandridae). De groep werd voor het eerst wetenschappelijk beschreven door John Edward Gray in 1858.
Er zijn twee soorten die voorkomen in de Pyreneeën: in Frankrijk, Spanje en Andorra. De pyreneeënbeeksalamander (Calotriton asper) behoorde lange tijd tot het geslacht Euproctus.

## Taxonomie
Geslacht Calotriton
- Soort Calotriton arnoldi
- Soort Calotriton asper – Pyreneeënbeeksalamander